# Дональд, Атли
Ричард Атли Дональд (англ. Richard Atley Donald; 19 августа 1910, Мортон, Миссисипи — 19 октября 1992, Уэст-Монро, Луизиана) — американский бейсболист, играл на позиции питчера. Выступал в составе клуба Главной лиги бейсбола «Нью-Йорк Янкис» с 1938 по 1945 год. Трёхкратный победитель Мировой серии.

## Биография

### Ранние годы
Ричард Атли Дональд родился 19 августа 1910 года в Мортоне. Он был одним из пяти детей в семье фермера Джозефа Хью Дональда и его жены Мэтти. Его предки переселились в штат Миссисипи из Южной Каролины в середине XIX века. Через полтора года после его рождения семья переехала на юг, в Луизиану. Дональд учился в школе в городке Даунсвилл. Там же он начал играть в бейсбол, футбол и баскетбол. Последний был его любимым видом спорта, но, после поступления в Луизианский технологический университет в 1929 году, сконцентрировался именно на бейсболе. В течение четырёх лет Дональд успешно играл за университетскую команду, его тренер Эл Джей Фокс за год до выпуска даже написал письмо с рекомендациями генеральному менеджеру клуба «Нью-Йорк Янкис» Эду Барроу, но тот его проигнорировал.

### Начало карьеры
Дональд, любимым бейсболистом которого в детстве был Бейб Рут, мечтал играть за «Янкис» и в январе 1934 года автостопом отправился во Флориду, где клубы Главной лиги бейсбола проводили предсезонные сборы. До их открытия Дональд работал в продуктовом магазине в Сент-Питерсберге. После начала сборов скаут «Янкис» Джонни Ни познакомил его с главным тренером клуба Джо Маккарти. Ему понравилась игра Дональда, с которым в итоге был подписан контракт игрока младшей лиги.
Дебютный сезон в профессиональном бейсболе Дональд провёл в составе клуба C-лиги из Уилинга. Там он был лучшим питчером стартовой ротации и в 1935 году «Янкис» перевели его на уровень выше. Чемпионат он провёл в составе клуба «Норфолк Тарс» и стал лидером лиги по количеству сделанных страйкаутов. В 1936 году Дональд выиграл чемпионат Лиги Нью-Йорка и Пенсильвании в составе команды «Бингемтон Триплетс», одержав за сезон девятнадцать побед при девяти поражениях и сделав 189 страйкаутов.
В 1937 году Дональд играл за Ньюарк Беарс, одну из лучших команд в истории младших бейсбольных лиг. Он установил рекорд клуба, одержав четырнадцать побед подряд, выиграл с ним чемпионат Международной лиги и Младшую мировую серию. В плей-офф на его счету было три победы, в том числе в пятой игре финала над «Коламбус Ред Бердс» со счётом 1:0.

### Нью-Йорк Янкис
Весной 1938 года Дональд вошёл в основной состав «Нью-Йорк Янкис», но после двух неудачных матчей был переведён обратно в фарм-клуб. Чемпионат он отыграл в составе «Ньюарка», где со 133 сделанными страйкаутами стал лучшим в лиге. Первый полноценный сезон в Главной лиге бейсбола он провёл в 1939 году, этот же сезон стал лучшим в карьере Дональда. Он одержал тринадцать побед, установив рекорд Американской лиги по доле выигранных матчей (81,3 %). Его двенадцать побед подряд на старте чемпионата стали рекордом для «Янкис». В последние два месяца сезона его эффективность снизилась, а пропускаемость выросла с 2,51 до 3,71, и в играх победной для команды Мировой серии Дональд на поле не появлялся.
В «Янкис» у Дональда сложились хорошие отношения с рядом звёзд команды, в том числе лучшим бейсболистом тех лет Джо Ди Маджо. В число его друзей входили Лу Гериг, Билл Дики, Спад Чендлер, Лефти Гомес и Фрэнки Кросетти. Известность получили и проблемы Дональда со здоровьем. Из-за больной спины он некоторое время выходил на поле в кожаном корсете, за что подвергался насмешкам со стороны журналистов. Кроме этого, он плохо видел левым глазом, из-за чего его не взяли на военную службу в годы Второй мировой войны. Из-за этих проблем он не проводил более двадцати матчей в стартовом составе за сезон.
Сезон 1940 года «Янкис» провели неудачно, но Дональд одержал восемь побед при всего трёх поражениях. В следующем году он выиграл девять матчей и проиграл пять, а команда вернулась в Мировую серию. В победном финале против «Бруклина» Дональд вышел в стартовом составе и провёл на поле четыре иннинга с четырьмя пропущенными ранами. В его дальнейшей карьере было ещё два финала — неудачный в 1942 году, в котором он проиграл четвёртый матч серии, и победный 1943 года, в котором он на поле не выходил. Играть Дональд закончил после окончания сезона 1945 года.

### Дальнейшая карьера
В 1946 году Дональд познакомился со своей будущей супругой Бетти и получил работу скаута в «Янкис». В течение следующих трёх десятилетий он искал для клуба игроков на юге США — в Луизиане, Алабаме, Миссисипи, Арканзасе, Техасе, Джорджии и других штатах. Ему предлагали просматривать молодых бейсболистов на Кубе и в Пуэрто-Рико, но Дональд отказался, так как ненавидел летать на самолётах. Среди найденных им игроков были кэтчер Клинт Кортни, Джек Рид, Джейк Гиббс, Рон Бломберг и Рон Гидри.
На пенсию он вышел из-за проблем с сердцем. Вместе с Бетти, на которой он женился в 1955 году, Дональд поселился на ранчо в Луизиане, где занимался разведением коров породы Ред-ангус. Помимо этого, он владел обширными охотничьими угодьями.
Скончался Дональд 19 октября 1992 года в возрасте 82 лет. В 2010 году, к столетию со дня его рождения, легислатура штата Миссисипи приняла специальную резолюцию, отмечавшую историческое наследие Дональда, единственного игрока Главной лиги бейсбола, родившегося в Мортоне.